# 卡明克
卡明克（德語：Kamminke）是德国梅克伦堡-前波美拉尼亚州的市镇，隶属于前波美拉尼亚-格赖夫斯瓦尔德县。总面积为2.95平方千米，截至2023年12月31日总人口为245人。